# Kuczawa
Kuczawa (ukr. Кучава) – wieś na Ukrainie w rejonie mukaczewskim obwodu zakarpackiego.